# Kiblawan
Kiblawan is een gemeente in de Filipijnse provincie Davao del Sur op het eiland Mindanao. Bij de laatste census in 2007 had de gemeente ruim 43 duizend inwoners.

## Geografie

### Bestuurlijke indeling
Kiblawan is onderverdeeld in de volgende 30 barangays:
| - Abnate - Bagong Negros - Bagong Silang - Bagumbayan - Balasiao - Bonifacio - Bulol-Salo - Bunot - Cogon-Bacaca - Dapok | - Ihan - Kibongbong - Kimlawis - Kisulan - Lati-an - Manual - Maraga-a - Molopolo - New Sibonga - Panaglib | - Pasig - Poblacion - Pocaleel - San Isidro - San Jose - San Pedro - Santo Niño - Tacub - Tacul - Waterfall |

## Demografie
Kiblawan had bij de census van 2007 een inwoneraantal van 43.054 mensen. Dit zijn 1.779 mensen (4,3%) meer dan bij de vorige census van 2000. De gemiddelde jaarlijkse groei komt daarmee uit op 0,58%, hetgeen lager is dan het landelijk jaarlijks gemiddelde over deze periode (2,04%). Vergeleken met de census van 1995 is het aantal mensen met 6.679 (18,4%) toegenomen.

De bevolkingsdichtheid van Kiblawan was ten tijde van de laatste census, met 43.054 inwoners op 390,07 km², 110,4 mensen per km².